# Super Bowl III
El Super Bowl III fue el tercer juego de campeonato entre la AFL y la NFL en la historia del fútbol americano profesional, pero el primero en utilizar oficialmente el nombre de «Super Bowl» (los dos juegos de campeonato previos entre la AFL y la NFL serían conocidos, retroactivamente, como «Super Bowls»). Este partido es considerado como una de las mayores sorpresas en la historia del deporte estadounidense. Los campeones de la American Football League (AFL), los New York Jets (11-3), derrotaron a los campeones de la National Football League (NFL) y amplios favoritos, los Baltimore Colts (13-1), por un marcador de 16-7. Fue la primera victoria en un Super Bowl para un equipo de la AFL.
El juego se llevó a cabo el 12 de enero de 1969 en el Orange Bowl de Miami, Florida, donde se había disputado también el Super Bowl II. Antes del partido, los campeones de la NFL, los Colts, eran considerados grandes favoritos para vencer a los campeones de la AFL, los Jets. Aunque la recientemente formada AFL había logrado un acuerdo de fusión con la NFL tres años antes, generalmente no se consideraba que en la AFL hubiera el mismo grado de talento que en la NFL. Además, los representantes de la AFL habían sido derrotados fácilmente en los dos primeros Super Bowls.
Después de garantizar enérgicamente una victoria antes del partido, el quarterback de los Jets, Joe Namath, completó 17 de 28 pases para 206 yardas, y fue nombrado el Jugador Más Valioso del Super Bowl, a pesar de no lanzar un pase de touchdown en el partido o siquiera un pase en todo el cuarto cuarto.

## Antecedentes

### Fútbol americano profesional
La National Football League había dominado el fútbol americano profesional desde su origen después de la Primera Guerra Mundial. Varias ligas rivales se vinieron abajo o se fusionaron con ella, y cuando la American Football League comenzó a operar en 1960, fue la cuarta liga con ese mismo nombre en retar a la NFL. Al contrario de esas otras ligas, esta AFL fue capaz de tener los suficientes recursos financieros para sobrevivir; un factor clave para ello fue que se convirtió en la primera liga que firmó un contrato de televisión—previamente, las franquicias firmaban contratos de forma individual para que sus partidos fueran transmitidos por televisión—. La liga probó ser lo suficientemente exitosa como para poder hacer ofertas atractivas a los jugadores. De hecho, después de la temporada de 1964, hubo una guerra de ofertas o pujas muy publicitada, la cual finalizó con los New York Jets de la AFL firmando al quarterback de la Universidad de Alabama Joe Namath por un contrato sin precedentes para su época. Temiendo que las guerras de pujas por jugadores se volvieran algo cotidiano, y que eso incrementara los costos de operaciones, los dueños de los equipos de la NFL, comandados por el comisionado Pete Rozelle, acordaron la fusión con la AFL. Ese acuerdo de fusión estableció un solo draft, partidos interligas en la pretemporada, un partido de campeonato al final de cada temporada y la integración de las dos ligas en una sola de una manera que sería decidida en una fecha futura. Como las dos ligas tenían números distintos de equipos (la NFL tenía 16 equipos, la AFL tenía 10), algunos propietarios propusieron un posible reordenamiento, pero fue recibido con oposición. Finalmente, tres equipos de la NFL estuvieron de acuerdo en unirse a las franquicias de la AFL en lo que se convirtió en la American Football Conference.
A pesar de la fusión en curso, existía la opinión generalizada de que la NFL era una liga muy superior. Esto pareció ser confirmado por los resultados de los dos primeros juegos de campeonato entre ambas ligas, en enero de 1967 y 1968, en los que el campeón de la NFL, los Green Bay Packers, dirigidos por el legendario Vince Lombardi, derrotaron fácilmente a los Kansas City Chiefs y Oakland Raiders de la AFL.

### Baltimore Colts
Los Baltimore Colts habían ganado los títulos de la NFL de 1958 y 1959 con el entrenador Weeb Ewbank. Durante los años siguientes, no obstante, los Colts no pudieron llegar a los playoffs y destituyeron a Ewbank después de una marca de 7-7 en la temporada de 1962. Fue contratado por la franquicia de la AFL en Nueva York, que acababa de cambiar su nombre de Titans a Jets. En lugar de Ewbank, Baltimore contrató a un joven entrenador sin experiencia, Don Shula. Los Colts mejoraron con Shula, perdiendo contra los Cleveland Browns en el juego de campeonato de la NFL de 1964 y, en 1965, perdiendo en tiempo extra contra los Green Bay Packers en un juego de desempate para decidir el campeón de la división Oeste de la NFL. Los Colts terminaron lejos de los Packers en el Oeste en 1966, y en 1967, cuando la NFL se dividió en cuatro divisiones de cuatro equipos cada una, comenzaron sin derrotas y con solo dos empates en sus primeros 13 partidos, pero perdieron el partido y el título de la división Coastal contra Los Angeles Rams en el último domingo de la temporada —con las reglas de desempate establecidas en ese entonces, Los Angeles ganó el título divisional al tener más puntos netos en los partidos que jugaron dichos equipos (la victoria de los Rams y un empate previo)—. Los Colts terminaron 11-1-2, fuera de los playoffs. En 1968, Shula y los Colts estaban entre los favoritos para ganar el título de la NFL, que incluía el boleto para disputar lo que comenzaba a conocerse popularmente como el Super Bowl contra el campeón de la AFL. El campeón de la NFL, en ambas ocasiones los Packers, había ganado fácilmente los dos primeros Super Bowls sobre los representantes de la AFL.
El camino de Baltimore hacia el campeonato parecía complicarse desde el inicio cuando el quarterback titular Johnny Unitas sufrió una lesión en su brazo de lanzar durante la pretemporada y fue reemplazado por Earl Morrall, un veterano que había iniciado partidos intermitentemente durante sus 12 temporadas con cuatro equipos distintos. Pero Morrall tendría el mejor año de su carrera, liderando la liga en eficiencia de pase (93,2) durante la temporada regular. Su actuación fue tan impresionante que el entrenador de los Colts Don Shula decidió mantener a Morrall en la alineación titular incluso después de que Unitas se hubiera recuperado lo suficiente para jugar. Los Colts habían ganado diez partidos en fila, incluyendo cuatro blanqueadas, y terminaron la temporada con la mejor marca de la NFL, 13-1. En esos diez partidos, habían permitido únicamente siete touchdowns. Después, los Colts vengaron su única derrota en temporada regular contra los Cleveland Browns al superarlos ampliamente, 34-0, en el juego de campeonato de la NFL. Para el final de la temporada, muchas personas consideraban que los Colts eran uno de los mejores equipos de todos los tiempos, más fuertes incluso que los Green Bay Packers campeones de los Super Bowls I y II.
La ofensiva de los Colts fue la segunda en la NFL en puntos anotados (402). Los wide receivers Jimmy Orr (29 recepciones, 743 yardas, 6 touchdowns) y Willie Richardson (37 recepciones, 698 yardas, 8 touchdowns) eran dos buenos jugadores en trayectorias profundas para los Colts, con Orr promediando 25,6 yardas por atrapada y Richardson promediando 18,9. El tight end John Mackey también contabilizó 45 recepciones para 644 yardas y 5 touchdowns. El running back de Pro Bowl Tom Matte fue el mejor corredor del equipo con 662 yardas y 9 touchdowns. También atrapó 25 pases para 275 yardas y otro touchdown. Los running backs Terry Cole y Jerry Hill se combinaron para 778 yardas por tierra y 236 yardas por aire.
La defensa de los Colts comandó la NFL con la menor cantidad de puntos permitidos (144, empatando el récord de la liga de todos los tiempos en ese entonces), y posicionándose en tercer lugar en yardas terrestres permitidas (1339). Bubba Smith, un defensive end considerado el mejor jugador para presionar al quarterback contrario en la NFL, formaba parte de la línea defensiva. El linebacker Mike Curtis era considerado uno de los mejores en su posición en la liga. La secundaria de Baltimore consistía de los defensive backs Bobby Boyd (8 intercepciones), Rick Volk (6 intercepciones), Lenny Lyles (5 intercepciones) y Jerry Logan (3 intercepciones). Los Colts eran el único equipo en la NFL que jugaba mayoritariamente con una defensiva por zonas. Eso les otorgaba una ventaja en la NFL ya que los otros equipos de su liga eran inexpertos ante tal defensa. Esto, sin embargo, no representaría una ventaja sobre los Jets, debido a que las defensivas por zonas eran comunes en la AFL y los Jets sabían cómo atacarlas. Después de ganaron el título de la NFL de 1968, los Colts fueron llamados por los medios deportivos el «mejor equipo en la historia del fútbol americano profesional».

### New York Jets
Los New York Jets, comandados por el entrenador Weeb Ewbank (quien era el entrenador de los Colts cuando ganaron el famoso juego de campeonato de 1958), terminaron la temporada regular con una marca de 11-3 (siendo una de sus derrotas contra los Oakland Raiders en el célebre «Partido de ''Heidi''») y tuvieron que remontar para vencer a esos mismos Raiders, 27-23, en un emocionante juego de campeonato de la AFL.
El quarterback de los Jets Joe Namath lanzó para 3147 yardas durante la temporada regular, pero completó solamente 49,2% de sus pases, y lanzó más intercepciones (17) que touchdowns (15). Aun así, lideró a la ofensiva de forma suficientemente efectiva para finalizar la temporada regular con más puntos anotados totales (419) que Baltimore. Más importante aún, Namath generalmente encontraba formas de ganar. Por ejemplo, en los últimos minutos del cuarto del juego de campeonato de la AFL, Namath lanzó una intercepción que le permitió a los Raiders tomar la ventaja. Pero después compensó su error al completar tres pases consecutivos en la serie siguiente, avanzando el balón 68 yardas en tan solo 55 segundos para anotar un touchdown y retomar la ventaja para su equipo.
Los Jets contaban con varias armas a la ofensiva que Namath podía usar. El wide receiver y futuro miembro del Salón de la Fama Don Maynard tuvo la mejor temporada de su carrera, atrapando 57 pases para 1297 yardas (un promedio de 22,8 yardas por atrapada) y 10 touchdowns. El wide receiver George Sauer, Jr. contabilizó 66 recepciones para 1141 yardas y 3 touchdowns. El ataque terrestre de los Jets también fue efectivo. El fullback Matt Snell, un corredor de poder, fue el mejor corredor del equipo con 747 yardas y 6 touchdowns, mientras que el elusivo halfback Emerson Boozer contribuyó con 441 yardas y 5 touchdowns. Mientras tanto, el kicker Jim Turner convirtió 34 goles de campo y 43 puntos extra para un total combinado de 145 puntos.
La defensa de los Jets lideró la AFL en yardas terrestres totales permitidas (1195). Gerry Philbin, John Elliott y Verlon Biggs conformaban la línea defensiva. El núcleo de linebackers de los Jets era comandado por el middle linebacker Al Atkinson. La secundaria contaba con los defensive backs Johnny Sample (un antiguo Colt que había jugado en el juego de campeonato de la NFL de 1958), quien había conseguido 7 intercepciones, y Jim Hudson, que logró 5.
Varios de los jugadores de los Jets habían sido cortados por equipos de la NFL. Maynard había sido cortado por los New York Giants después de que perdieron el juego de campeonato de la NFL de 1958 contra los Colts. «Guardaba algo de amargura en mí», decía. Sample había sido cortado por los Colts. «Estaba casi en un frenesí para cuando llegó la hora del partido», decía. «Le guardaba rencor a los Colts. Realmente estaba listo para ese partido. Todos nosotros lo estábamos». El offensivo tackle Winston Hill había sido cortado cinco años antes por los Colts como novato en el campamento de entrenamiento. «Ordell Braase me hacía ver mal en el entrenamiento una y otra vez», decía. Hill se encargaría de bloquear a Braase en el Super Bowl III.
En una fiesta de toda la noche para celebrar la victoria de los Jets sobre los Raiders en el club nocturno Bachelors III, Namath vertió champán sobre Johnny Carson mientras el personaje de la televisión comentaba: «Es la primera vez que te he visto desperdiciando las cosas».